# Капітан Британія
Капітан Британія (справжнє ім'я Браян Бреддок) — вигаданий персонаж, супергерой з коміксів американського видавництва Marvel Comics та їх підрозділом у Великій Британії — Marvel UK. Персонаж дебютував на сторінках коміксу Captain Britain Weekly #1 у жовтні 1976 року. Спочатку герой задумувався як просто аналог Капітана Америка для британської аудиторії, але згодом історії з ним стали зв'язаними з британським фольклором, що зробило його повністю відмінним від американського колеги.
Браян є братом не менш відомої мутантки Псайлок та суперлиходія Монарха.

## Історія публікацій
Капітан Британія вперше з'явився у коміксі Captain Britain Weekly. Це перший ексклюзивний комікс від британського підрозділу Marvel Comics — Marvel UK. До цього вони тільки передруковували американські комікси. Проте цей ексклюзив все ще створили американські сценаристи, художники тощо під керівництвом редактора Ларрі Лібера, а потім відіслали у Велику Британію для публікації.
Перші два випуски коміксу містили так звані "безкоштовні подарунки", що було традицією британських ексклюзивів тих часів. У першому подарунком була картонна маска Капітана Британія, а в наступному — бумеранг, стилізований під костюм героя.
Кріс Кларемонт покинув серію після десяти випусків, при цьому не закінчивши сюжетну лінію «Доктор Сінн» через творчі розбіжності з редактором. Йому на заміну прийшов письменник Гері Фрідріх.
Продажі коміксу почали повільно знижуватися, тому з випуску #24 він перейшов до чорно-білого оформлення (23 березня 1977), поки повністю не закрився після #39 (6 липня 1977). Серію замінили коміксом про Людину-павука від Marvel UK (Spider-Man Comics Weekly), який пізніше переріс в Super Spider-Man & Captain Britain (укр. Супер Людина-павук і Капітан Британія). Кріс Кларемонт і Джон Бірн вперше представили Капітана Британія американській аудиторії у коміксах Marvel Team-Up #65 та #66. Ця історія була передрукована Marvel UK як частина Super Spider-Man & Captain Britain і закінчилася у випуску #253. Це ознаменувало кінець подвигів персонажа до березня 1979 року, коли він разом з Чорним Лицарем з'явився у «Сазі про Інший Світ», що проходила у Hulk Comic.
Капітан Британія був представлений у новому костюмі в антології Marvel Superheroes (укр. Супергерої Marvel), починаючи з випуску #377 (вересень 1981). Художник Алан Девіс зобразив новий костюм героя на прохання редактора Пола Нірі. Головним завданням, на думку Нірі, було усунення оригінальної емблеми на грудях, хоч вона і є геральдичним знаком, у Великій Британії ним позначають якість та свіжість яєць. За словами Девіса, його версія костюму базується на Ґарті — "перебільшений грецький бог, ідеальний за всіма параметрами", також він додав:
Я вирішив базувати його костюм на військовій формі. Якщо ви коли-небудь бачили зібраних охоронців за межами Букінгемського палацу, ви впізнаєте деякі компоненти. Білі гетри і високі чоботи з клаптями над колінами були легкими. На головний убір пішло трохи більше часу, тому що я хотів, щоб він виглядав як шолом, а не маска. Смуги на грудях починалися як дві схрещені стулки та зазнавали численних змін.
Політичні коментарі в роботах Торпа над коміксом призвели до конфліктів з редакторами, тому він був замінений Аланом Муром, починаючи з Marvel Superheroes #387 (липень 1982). Алан розвинув ідеї Торпа, використавши їх для сюжетної лінії «Jasper's Warp». Капітан Британія коротко з'явився в лімітованій серії коміксів Contest of Champions (укр. Конкурс чемпіонів), де, за невідомими причинами, був одягнений в оригінальний костюм.
Після Marvel Superheroes #388 (серпень 1982) серія перейшла у новий щомісячний комікс The Daredevils. Вона закрилась після одинадцяти випусків, тому історія Капітана Британія була продовжена у сьомому випуску другого тому The Mighty World of Marvel (грудень 1983). Після робіт Алана Мура, який покинув серію через суперечку про неоплачені рахунки, її продовжили кілька інших письменників (Стів Креддок, Алан Девіс і Майк Коллінз). Опісля цього, відродився комікс Captain Britain Weekly за авторством Джеймі Делано, рекомендацією Мура і згодою Девіса. Пізніше Девіс сказав, що йому з кожною історією все менше подобалась робота Делано, тому він почав його контролювати, допоки врешті-решт сам не став сценаристом.
Тим часом довготривала відсутність Капітана Британія в американських коміксах закінчилася низкою появ, починаючи з випусків #305-306 коміксу Капітан Америка. Далі сольна серія Браяна закрилась. Кларемонт і Девіс створили спецвипуск ван-шот Excalibur: The Sword is Drawn (грудень 1987). Він став поштовхом до написання щомісячного Excalibur 1988 року за участю однойменної команди з Капітаном Британія у якості лідера. Marvel UK включили персонажа до власної серії Knights of Pendragon (укр. Лицарі Пендрагону). Спочатку вона була відмінно оцінена критиками і досить касовою, але успіх швидко згас, тому комікс закрили після вісімнадцятого випуску.
Новий Екскалібур був представлений у 2005 році, де Капітан Британія був лідером команди. Ця серія тривала до випуску #24, а далі команду було розпущено в лімітованій комікс-серії X-Men: Die by Sword.
Пізніше у 2008 році, почалась нова серія, сюжет якої був побудований на сюжетній лінії «Таємне вторгнення». Вона мала назву Captain Britain and MI: 13, Браян був головним героєм. Також повернулись персонажі з Нового Екскалібура і агенти MI-13 з лімітованої серії Віздом.
Panini Comics придбали Marvel UK і в 2006 році поновили і подовжили свою ліцензію з Marvel. Це дозволило їм публікувати власні комікси та видавати їх для британського і європейського ринків. Так Капітан Британія вперше за останні 30 років з'явився у британських коміксах. Видавництво планує і далі створювати свої комікси, запустивши Marvel Heroes, рекомендований для всіх вікових категорій.
Далі персонаж з'являвся в якості камео кілька разів у коміксах Marvel Comics. Повноцінно з'явився у антології і тай-інах сюжетної лінії «Heroic Age». Також фігурував у одному з випусків Deadpool Team Up.
Капітан Британія регулярно з'являвся у серії Таємні месники 2010-2013 років, починаючи з випуску #22 (квітень 2012) до останнього випуску #37 (березень 2013).
Починаючи з листопада 2014 року, Капітан Британія знову з'явився разом з Месниками в рамках сюжетної лінії «Time Runs Out».

## Вигадана біографія

### Становлення героя
Браян Бреддок народився в сім'ї Джеймса і Елізабет Бреддоків, які проживали в своїй садибі у маленькому містечку Мелдон, Ессекс, Англія. Він мав сестру-близнюка Бетсі Бреддок (Псайлок) та старшого брата Джеймса Бреддока-молодшого (Монарх). Сім'я була багатою, тому Браян був вихований не спілкуватися з біднішими за нього. Через це він виріс досить самотнім і почав вивчати фізику, яка йому дуже сподобалась.
Після смерті батьків отримує вакансію на роботу в дослідницькому центрі Даркмур. Згодом об'єкт атакує суперлиходій Викрадач. Браян тікає на своєму мотоциклі, прагнучи знайти допомогу. Випадково він з'їхає з дороги і залишається ледь живим. Його знаходять чарівник Мерлін та його дочка Рома. Вони дають Браяну дають вибір Амулет Правди або Меч Могутності. Не вважаючи себе войовничим, він обирає амулет.
Пізніше виявляється, що Браян — не єдиний Капітан Британія. Насправді кожен всесвіт мультивсесвіту Marvel Comics має свою версію Капітана Британія, які об'єднані в потужний Корпус Капітанів Британія. Також шляхом реткону автори коміксів визнали, що батько Браяна — Джеймс Бреддок теж був учасником корпусу на його ранній стадії заснування.

### Ранні пригоди
Після визволення Даркмуру, Браян Бреддок стикається з різноманітними дрібними злочинцями на вулицях Англії — Лисиця, Ураган, Доктор Сінн, Розбійник, Чорний Барон, Ніконн, Вищий Комп'ютер тощо. Зупинивши серію крупних грабежів, Капітан Британія стає досить популярним. Місцеві газети називали його "першим британським супергероєм".
Під час атаки лиходія Доктора Сінна на землі поблизу садиби Бреддоків, Бетсі та Джеймс дізнались таємницю особистості свого брата. Доктор Сінн виявився приспішником штучного інтелекту на ім'я Вищий Комп'ютер, який був розроблений батьком Браяна. Тоді герой дізнався, що ДТП, в якому загинули його батьки, було навмисно спричинене комп'ютером.
В той час найбільшою заслугою Капітана Британія стало запобігання неонацистської атаки Червоного Черепа на Лондон. До оборони міста приєднались Капітан Америка, Нік Ф'юрі та командир організації У.Д.А.Р. (британського аналога Щ.И.Т.) — Ленс Хантер. Браян захищав прем'єр-міністра Великої Британії Джеймса Каллагана. Перший удар нацистів прогримів під час битви з Вищим Комп'ютером, коли Череп спричинив вибух садиби Бреддоків. Капітан Британія певний час вважався загиблим, а порожня труна зберігалась у Соборі Святого Павла.
Пізніше Бреддок працював зі Щ.И.Т. та У.Д.А.Р., поки останній не розпустили. Тепер він боровся не з простими вуличними злочинцями, а з надприродними суперлиходіями.
Незабаром Браян Бреддок направляється у Сполучені Штати Америки на навчання в Університет Емпайр-Стейт. Доля зводить його з Пітером Паркером, більш відомим як супергерой Людина-павук. Вони жили в одній зйомній кімнаті. Цікаво те, що спочатку ні один з них не знав про супергеройське альтер-его один одного. Спершу супергерої через непорозуміння побилися, поки не потрапили в пастку до суперлиходія Аркади.
Браян починає пиячити внаслідок стресу, викликаного сумісництвом кар'єри студента і супергероя. В одній битві з лиходієм, він був нетверезий і тому наніс сильну травму противнику. Через це лиходія було госпіталізовано, а Капітан Британія вирішив покінчити з алкоголем.
Прямуючи на літаку додому, Браян попав під психічну атаку демона Некромона і випав з літака. Він провів кілька місяців, будучи відлюдником на узбережжі Корнуолу. Тоді його психічний стан налагодився, але натомість отримав амнезію. Його знайшов Чорний Лицар (Дейн Вітман), майже повністю відновив пам'ять і направив його на захист Іншого Світу від Некромона і Модреда. Посеред битви героїв викрадає Грандмастер для участі у його улюбленому Конкурсі Чемпіонів, де супергерої змушені битись один з одним для виживання. Там Капітан Британія змагався з Арабським Лицарем.

### Пригоди в альтернативному світі
Після визволення Іншого Світу, Мерлін з'єднує Амулет Правди, Зоряний Скіпетр та костюм Капітана Британія воєдино. Далі він вирішує повернути Браяна і ельфа Джекдоу додому, але щось йде не так і вони потрапляють в альтернативний всесвіт під назвою Земля-238. Тут вони бачать як Божевільний Джим Джасперс вбиває всіх супергероїв і стає верховним правителем всієї планети. Капітан Британія і Джекдоу вступають у бій з лиходієм. Браян бачить смерть ельфа, а згодом і сам гине від рук Люті — машини для вбивств, створеної Джасперсом.
Мерлін знаходить тіла загиблих і повертає їх до життя. Він пояснює, що таким чином він підготував їх до битви з Джимом Джасперсом з основного всесвіту, який є дуже могутнім.

### Наступні сутички
Після попередньої битви Капітан Британія знову бореться зі своїми класичними ворогами — угрупованням Божевільна Банда, Слеймастером і Лисицею. Бреддок був схоплений командою Технет на замовлення Сет-Єр-9, а потім зустрічає Каптана Брітона. Опісля Браяна викрадає Мордред, та разом з Капітаном Америка сумів його перемогти. Він захоплюється діяльність R.C.X. — державною організацією, що прийшла на заміну У.Д.А.Р.. Також Браян вперше зустрів своє майбутнє кохання Меґґан, відтоді вони почали боротись зі злочинцями вдвох.
Через певний час, Браян почав відчувати сильний стрес через постійні битви з Джасперсом та інше, тому він покидає пост Капітана Британія та передає мантію своїй сестрі Бетсі (Псайлок). Тим часом Браян виїжджає за кордон. Бетсі працює на R.C.X. і під час однієї битви з Слеймастером, вона залишається без ока. За допомогою своїх мутантських здібностей, Бетсі передає почуття болі Браяну. Той, розгніваний, повертається у Британію і жорстоко вбиває Слеймастера. Після цього інциденту, Браян знову стає Капітаном, а ранена Бетсі повертається в лави Людей Ікс.

### Екскалібур
Після смерті Людей Ікс (включаючи і Псайлок) в Далласі, Браян знову почав вживати алкоголь. Меґґан, стурбована його станом, звертається по допомогу до Нічного Змія. Але її викрадає команда космічних найманців Технет, які були найняті Моджо для викрадення Фенікса. Нічний Змій дізнається про заточення Меґґан і звертається до Бреддока. Той був достатньо п'яний, щоб не розрізняти слова Змія. Тоді останній викинув Капітана Британія з вікна у океан. Прийшовши до тями, герой вирішує об'єднатись з кількома іншими мутантами для повернення Меґґан, тому що Технет є досить потужними противниками. Новоспечена команда отримала назву Екскалібур і стала головною супергеройською командою на варті Великої Британії та послідовниками полеглих Людей Ікс. Крім Капітана Британія, Нічного Змія та Меґґан, в команді брали участь Фенікс III, Кітті Прайд і Віджет.
Екскалібур допомагав визволити Нью-Йорк від Інферно. Саме тоді Браян дізнався, що його сили зменшуються, якщо він знаходиться далеко від Британських островів. Після цього, він тимчасово володів костюмом свого побратима з Корпусу — Капітана Маршала, який зберігав енергію, що давала йому сили.

### Лицарі Пендрагону
Marvel UK запустили міні-серію коміксів Лицарі Пендрагону, в якій характер Капітана Британія був більш грізним, жорстоким, відчайдушним і досвідченим. У першому томі, разом з інспектором поліції Деєм Томасом (що раніше з'являвся в сольній серії Браяна) та журналісткою Кларою МакКлеллан він розслідує серію жорстоких вбивств. Врешті-решт вони виявляються ділом рук героя з міфів про короля Артура — Зеленого Лицаря. Також ця серія коміксів досліджувала містичний зв'язок між Капітаном Британія і лицарем Ланселотом.

### Криза особистості
Браян і Меґґан ненадовго відлучаються від супергеройських пригод і планують одружитися. Через певний час їх, разом з іншими членами Екскалібура викрадають солдати R.C.X.. Капітан Британія спробував відбити напад, але був жорстоко забитий до смерті. Рома, дочка Мерліна, зцілила його. Також вона додала в костюм спеціальний пристрій, який у випадку небезпеки посилає сигнал допомоги членам Екскалібура.
Одразу після цього, повертається Фенікс III (Рейчел Саммерс) та разом з командою Екскалібуру вирушає у майбутнє, щоб врятувати терор вартових (великих роботів, що знищують мутантів). Дорогою туди, Бреддок загубився у часовому потоці. Ніхто не знав як його повернути, допоки він не почав з'являтися на місці, де стояла Рейчел — спочатку руки, потім грудна клітка, але ще трохи і силует зник. Рейчел за допомогою Джімейн Зардос змогла відкрити часо-просторовий розрив, через який Капітан Британія і повернувся. Рейчел полетіла в далеке майбутнє, а Браян назад у свій час. Деякий час він був завалений спогадами про майбутнє, називав себе просто Британник, але згодом повернувся до звичного життя.
Далі він отримує телепатичне повідомлення (видіння), послане йому від Джин Ґрей як попередження атаки Лондона Клубом Пекельного полум'я. Браян вирішує стати членом клубу, щоб пізніше перешкодити їхнім планам. Він називає себе сином Чорного Бішопа. У критичний момент до Британника приєднується Екскалібур і їм вдається врятувати столицю Великої Британії.

### Король Іншого Світу
У битві з драконами Багряної Зорі Браян витрачає усі свої сили, щоб зупинити відкриття порталу. Він покидає Екскалібур, але згодом повертається, щоб здійснити свою давню мрію — одружитись з Меґґан. На весіллі в Іншому Світі члени команди повідомляють, що вони хочуть повернутися до США. Таким чином Екскалібур розпускається, а Капітан Британія і Меґґан стають єдиними супергероями на варті Об'єднаного Королівства.
Браян знаходить роботу у дослідницькому центрі Даркмур. Під час дослідження обладунків і меча свого друга Чорного Лицаря (Дейна Вітмана), у Даркмур вриваються воїни, очолені Віджетом, які діють за наказом Роми. Меґґан і Псайлок (що тоді теж знаходилися в Англії) допомагають перемогти загарбників, а далі прямують за ними до Іншого Світу. Там герої дізнаються, що лиходії мають на меті знайти Амулет Правди і Меч Могутності, щоб змінити реальність. Далі трійця зустрічає Хрестоносця Ікс та Капітана Об'єднане Королівство, які пояснюють, що воїни винищили Корпус Капітанів Британія і вони єдині, хто залишились в живих. Об'єднавшись вони вирішують зупинити Рому, поки вона не знайшла Меч Могутності. У пошуках меча, Браян помічає печеру з комп'ютером усередині, який був створений його батьком. Голограма Джеймса Бреддока-старшого розповідає, що Браян — рятівник і законний спадкоємець престолу Іншого Світу. Також виявляється, що він достойний володіти Екскалібуром (мечем Короля Артура). Комп'ютер відновлює сили Капітана Британія, а коли той бере в руки меч, вогняний хрест (схожий на британський прапор) з'являється на його обличчі.
Заволодівши легендарним мечем, він вирушив у бій з воїнами. Діставшись до Роми, Браян розуміє, що весь цей час це був Вищий Комп'ютер — давній ворог Капітана Британія, створений його батьком. Справжня ж Рома повертається і допомагає перемогти штучний інтелект. По закінченні бою Рома пропонує Браяну Бреддоку стати новим королем Іншого Світу. Він погоджується, до того ж Меґґан теж стає королевою.
За час правління, Браяна намагалась вбити чаклунка Морґан Ле Фей, вважаючи, що після його смерті Велика Британія загине через містичний зв'язок тіла Капітана з островами. Пізніше він прибуває до Келсі Лейт — матері-британки, яка помирає, захищаючи своїх дітей і Капітана Америка під час нападу Громил на місто. Браян дає їй вибір — Амулет Правди або Меч Могутності. Вона обирає меч, вважаючи, що так зможе захистити дітей. Браян розділяє свої сили з Келсі, а отже план знищення Британії Морґан стає неможливим. Келсі Лейт стає відома як супергероїня Левове Серце.

### Новий Екскалібур
Браян і Меґґан правлять Іншим Світом. Першому приходиться полетіти на Землю, щоб запобігти зміні реальності від рук Багряної Відьми, тому що це може привести до руйнування всього мультивсесвіту (див. Дім М). Тим часом Меґґан жертвує собою, щоб закрити просторовий розрив і врятувати все суще. Бреддок повертається до ролі Капітана Британія і вирішує зібрати Новий Екскалібур. До складу нової команди увійшли: Пітер Віздом, Джаггернаут, Сліпуча, Ноктюрн і Мудра. Також Капітан вважав, що його сестра Псайлок загинула, хоча насправді вона приєдналася до Вигнанців.
Браян об'єднується з Пітером Віздомом і агентами MI-13 під час марсіанського вторгнення. Після поразки Альбіона від рук Нового Екскалібура, персонаж приєднується до своєї сестри у складі Вигнанців, поки його не ранить Руж-Морт.

### Капітан Британія та MI-13
Нова серія коміксів, написана Полом Корнеллом і Леонардом Кірком представила Капітана Британія, Пітера Віздома та інших британських супергероїв у складі агентства MI-13. Історія почалась з нападу скруллів на Британію в рамках сюжетної лінії «Таємне вторгнення».
Після битви зі скруллами у Лондоні, герой разом з Віздомом, Джоном Скруллом та Сапсаном вирушив до Небезпечної Облоги (ворота в Інший Світ) для того, щоб врятувати енергію Іншого Світу, якою хотіли оволодіти скрулли. Коли вони вистрілили у ворота ракетним зарядом, Браян прагнув відвернути нього, але був убитий внаслідок вибуху. Через ту саму енергію кожен житель Британських островів відчув його смерть.
Супергерой знову був відроджений Мерліном у центрі Лондона, де Браян, озброєвшись мечем Екскалібур, продовжив битву. Його сила збільшилась і відтепер вона теоретично не має меж, але залежить від його впевненості в собі. Тобто, чим менше він впевнений в собі, тим більше слабшає.
У бою проти Доктора Плокти, Браян потрапляє в його пастку "Коридор снів". Це магічна конструкція, де ви є замкненими всередині свого ж серця. Там Капітан ненадовго повірив, що зміг знову побачити Меґґан. Він звільняється і запроторює Плокту в його ж пастку. Тим часом, справжня Меґґан намагалася налагодити контакт, але тепер застрягла в пеклі. Пізніше, під час конфлікту з Дракулою, Доктор Дум віддає Меґґан Дракулі у якості обміну. Капітан Британія і MI-13 перемагають Дракулу і закохані нарешті возз'єднуються.

### Месники
Під час міжнародної зустрічі MI-13 і Капітана Америки, Браян отримує запрошення на участь у команді Месників. Він погоджується, хоча його товариші з MI-13 неоднозначно відносились до цього.
Ненадовго він зникає з поля зору землян, тому що бориться з демоном Козлом в Іншому Світі. Його брат, Джеймі, який вилікував свої психічні розлади, був основним союзником Браяна у битві. Капітан Британія закликав Псайлок на допомогу, та вона відмовилася. У підсумку виявляється, що демон — це зла версія Джеймі з майбутнього. Не шкодуючи своїх емоцій, Псайлок приходиться вбити теперішнього Джеймса. Пізніше вона була обурена на Браяна, бо він не залишив їй вибору і не зупинив вчасно. Він відчув провину і віддалився від сестри.
Далі супергерой стає учасником Таємних Месників. Він покидає команду, коли та була розпущена після бою з інопланетною расою роботів.
Браян був представлений як очільник Академії Бреддока (британська відповідь на Академію Месників), створивши її разом з Меґґан, Злючкою, Юніон Джеком і Ельзою Блудстоун. Одним із учнів академії був Кід Брітон — версія самого Браяна з іншого всесвіту.

### Революційна війна
У невстановлений час Браян Бреддок і армія британських героїв перемогли в бою Міс-Тех. Агентство майже не відправило всю Британію в пекло, щоб погасити борги перед Мефісто. Після битви Щ.И.Т. був закликаний прибрати уламки техніки Міс-Тех, тому що MI-13 не вистачало ресурсів для цього. Браян став агентом Європейського підрозділу Щ.И.Т. Роки потому Піт Віздом дізнався про це і саркастично зауважив, що пишається тим, що Браян діє так само як і він колись.
Браян, Щ.И.Т. і MI-13 розпочали розслідування про таємниче повернення Міс-Тех. Його змогли швидко знешкодити і помістити в Голову Смерті II. Голова підготував пристрій для відстеження, за допомогою якого з'ясував, що психо-враїти планують захопити Капітана Британію. Їхній лідер хотів використати тіло героя як одну з шести живих батарей, енергія яких змогла б відкрити портал з пекла і прикликати на Землю армію Мефісто (головним полководцем армії був супергерой з промити мізками — Вбивча Сила). Браян врятувався і боровся з демонами, намагаючись знайти альтернативне вирішення проблеми замість вбивства Вбивчої Сили. Після закінчення битви, за проханням Браяна, на Біг-Бені був розміщений прапор Британії. Як сказав сам Бреддок, виживання в битві дало їм "право трохи святкувати".

### Час спливає
Через вісім місяців, в рамках сюжетної лінії «Time Runs Out» (укр. «Час спливає») було показано, що мультивсесвіт зазнав численних ушкоджень. Капітан Британія також стає одним з Ілюмінатів. Він втратив око та стверджує, що є єдиним учасником Корпусу Капітанів Британія, що залишився живим.

### Чемпіони Європи
Під час сюжетної лінії «Таємна імперія» персонаж виступає членом команди Чемпіони Європи, наряду з Аресом, Екскалібуром (Фаїзою Хуссейн), Гіл'єтиною, Сапсаном і Позазаконником.
Пізніше, Браян представлений як член британського парламенту.

## Сили та здібності
Міжпросторове поглинання енергії. Здібності Браяна беруть свій початок з особливого виду енергії, який сконцентрований на території Британських островів всіх всесвітів та в Іншому Світі.
- Надлюська сила і потужність. Костюм Капітана Британія дозволяє йому підіймати велику масу. На піку своїх сил він здатен підняти 90 тонн.
- Надлюдська витривалість. Розвинута мускулатура Браяна сприяє тому, що токсини втоми виробляються пізніше, ніж у звичайної людини. Тобто, він може триматись на піку здібностей близько 24 годин.
- Надлюдська стійкість. Тіло Браяна оточене невидимим силовим полем. Його висока щільність дозволяє витримати потужні вибухи, постріл гранатомета, перепади температури і падіння з великої висоти без жодних травм. Але його все-таки можна пошкодити певними силами, наприклад, ударами розлюченого Галка. До того ж, силове поле, попри свою щільність, пропускає кисень та світло.
- Надлюдська спритність. Спритність, швидкість і баланс тіла Капітана Британія розвинені до надлюдського рівня.
- Розвинені рефлекси. Рефлекси розвинені краще, ніж у звичайних людей.
- Розвинені чуття. Браян може використовувати енергію, щоб покращити свої чуття. Наприклад, бачити або чути на дуже великих дистанціях.
- Політ. Персонаж може літати в повітрі на великій швидкості, при цьому не отримуючи ушкоджень від тертя повітря об своє тіло через силове поле. Максимальна швидкість польоту — 1239 км/год (або 770 миль/год).
- Імунітет до телепатії. Жоден телепат не може прочитати його думки.

## Альтернативні версії

### Інші носії імені
В основному всесвіті коміксів Marvel супергеройське ім'я Капітан Британія певний період часу використовували інші персонажі. Тобто, крім Браяна Бреддока мантію Капітана Британія носили й інші люди, серед них:
- Елізабет "Бетсі" Бреддок — сестра Браяна, більш відома як Псайлок. Була Капітаном Британія, працюючи у британській таємній організації R.C.X., поки її брат відпочивав за кордоном.[40]
- Модред Містік — коротко стає Капітаном Британія, коли поглинає енергію Браяна Бреддока, намагаючись перемогти Мерліна.[41]
- Келсі Лі Кіркленд — пізніше взяла псевдонім Левове Серце. Отримує Меч Могутності від Браяна, після того як вона вмирає, захищаючи Капітана Америка.[42]

### Паралельні всесвіти

#### Корпус Капітанів Британія
Корпус Капітанів Британія — це об'єднання Капітанів Британія з різних всесвітів, які зобов'яні захищати цілісність мультивсесвіту. Корпус був створений Мерліном. Кожен член відповідає за свій всесвіт, а при загрозі безпеки мультивсесвіту повинен об'єднатись з іншими. Основними членами корпусу, крім Браяна Бреддока, виступають Капітан Об'єднане Королівство, Хрестоносець Ікс, Капітан Англія тощо. Що важливо, не всі члени корпуса є британцями, деякі з них є представниками інших національностей (німкеня Комендант Англіндер, Земля-846) або навіть інопланетянами (скрулл Кл'рт, Земля-6309), та кожен з них виступає за цілісність та оборону Великої Британії. Також не всі виступають на боці добра (Каптан Брітон, Земля-794).
Також досить відомим є Вільям Бреддок — суміш Людини-павука і Капітана Британія з Землі-833.

#### Альбіон
Брен Бардік — це версія Бреддока із всесвіту, де війна спустошила світ впродовж століття. Він обрав Меч Могутності, натомість оригінальний Капітан Британія обрав Амулет Правди. Пізніше Альбіон потрапляє в основний всесвіт (Земля-616), де об'єднується з Чорним Повітрям і Тінню Ікс для створення армії Тіньових Капітанів. Таким чином він прагнув завойовувати Англію і розгромити Корпус Капітанів Британія.

#### Ера Апокаліпсиса
У всесвіті серії коміксів Ера Апокаліпсиса Браян Бреддок ніколи не ставав Капітаном Британія, тут він є членом Вищої Ради людей, наряду з Мойрою Траск, Боліваром Траском, Еммою Фрост та Моріко Яшидою. Браян є найбільшим противником мутантів у раді й автором ідеї вартових — роботів, що воювали з Апокаліпсисом. Дональд Пірс, пізніше, імплантував у тіло Браяна чип, який зчитував інформацію та передавав її Апокаліпсису. Останній спробував вбити Пірса, але був вбитий спеціальним кігтем.

#### Marvel Zombies
Зомбі-версія Капітана Британія ненадовго з'являється в міні-серії коміксів Marvel Zombies, коли Срібний Серфер подорожує земною кулею. Також він фігурує в серії Marvel Zombies vs. The Army of Darkness, де був заражений інфікованим Ртуттю.

#### Ultimate Marvel
У цьому всесвіті Браяну з дитинства подобався Капітан Америка. Коли виріс, подібно своєму батькові став біоінженером. Далі був включений у військовий проект Європейської Захисної Ініціативи. Там Бреддок створив екзокостюм, що дарував його власнику надлюдську силу, силове поле та здатність літати. Винахідник протестував костюм, підіймаючи затонулий підводний човен з дна океану. Капітан Британія, разом з володарями схожих екзокостюмів Капітаном Франція, Капітаном Італія, Капітаном Іспанія і ще кількома неназваними членами, вирушив на завдання від Щ.И.Т., яке мало на меті нейтралізувати і затримати небезпечного Тора. Далі команда допомагає Америці при вторгненню Лібераторів. А по закінченні бою, вони поклали Статую Свободи на її законне місце. Під час подій Ультиматуму, команда капітанів знаходиться у Будівлі Парламенту, де обговорюють засоби боротьби з Магнето. У цей момент Множник встановлює бомбу у парламенті і вибух вбиває багатьох людей, що знаходились всередині. Певний час після цього інциденту Браяна вважали загиблим. Насправді йому вдалося вижити, використавши ранній прототип екзокостюму, який як виявилось пізніше викликав у нього рак. Мантія Капітана Британія у майбутньому була передана його брату — Джеймсу. Опісля новий Капітан став учасником Алтімейтс (аналог Месників у всесвіті Ultimate).

#### Ера Альтрона
Під час сюжетної лінії Ера Альтрона (англ. Age of Ultron) вартові Альтрона вторгаються на територію Лондона. Капітан Британія та MI-13 об'єднуються з Капітаном Марвел для відбиття атаки. Проте вони жертвують своїми життями, рятуючи Лондон. У цьому всесвіті, після загибелі Браяна Бреддока, Фаїза Хуссейн зобов'язується стати новим Капітаном Британія.

## Поза коміксів

### Мультсеріали
- Капітан Британія коротко з'являється в четвертій частині Саги Фенікса — епізоді The Starjammers мультсеріалу «Люди Ікс». Також Псайлок згадує його в епізоді Beyond Good and Evil,, говорячи "мій брат...".
- Браян фігурував у епізоді O Captain, My Captain мультсеріалу «Загін супергероїв», де був учасником Всекапітанського загону (англ. All-Captains Squad). Крім нього, у команді брали участь Капітан Америка, Капітан Австралія, Капітан Бразилія та Капітан Ліхтенштейн. Персонаж був озвучений Чарлі Едлером.[48]
- Капітан Британія фігурує в останньому епізоді аніме-серіалу «Marvel Anime: X-Men».

### Серіали
- У березні 2016 року британські ЗМІ повідомляли, що керівництво Marvel планують створити телесеріал про Капітана Британія.[49]

### Фільми
- Спочатку Капітана Британія планувалось ввести у фільм «Людина-павук: Далеко від дому», але на стадії розробки ідею відмінили.[50] Також у кінострічці є цікава відсилка — Містеріо каже, що прибув з Землі-833. У коміксах цей всесвіт є рідним для Павука Британія.

### Відеоігри
- Є іграбельним персонажем у Facebook-грі Marvel: Avengers Alliance.
- З'являється у Lego Marvel Super Heroes.[51] Завівши бесіду з ним, гравець дізнається, що той загубив свою машину на іншому боці міста. Гравцеві потрібно буде повернути авто його власникові. Був озвучений JB Blank.
- Також з'являється у мобільних карткових відеоіграх X-Men: Battle of the Atom та Marvel: War of Heroes.
- Браян Бреддок в оригінальному костюмі Капітана Британія з зоряним скіпетром з'являється у відеогрі Lego Marvel's Avengers. Озвучений Тревісом Віллінґхемом.
- Може стати учнем Академії Месників у мобільній грі Marvel Avengers Academy. Спочатку одягнений у светр з зображенням британського прапору, а при досягненні 3 та 5 рівня більше схожий на свій оригінальний образ.[52]
- Браян у класичному костюмі та Капітан Маршал (альтернативна версія з Землі-1193) доступні як іграбельні персонажі у Lego Marvel Super Heroes 2.

### Поштові марки
- Капітан Британія зображений на одній з поштових марок з колекції Royal Mail Marvel, яка була випущена 14 березня 2019 року.[53]

## Критика й відгуки
IGN поставили персонажа на 79 місце в списку кращих супергероїв і 34 в списку кращих Месників.